# Слобода-Комарівський парк
Слобода-Комарівський парк — парк-пам'ятка садово-паркового мистецтва місцевого значення в Україні. Об'єкт природно-заповідного фонду Чернівецької області.
Розташований у межах Сторожинецької міської громади Чернівецького району Чернівецької області, в селі Слобода-Комарівці.
Площа 1 га. Статус присвоєно згідно з рішенням облвиконкому від 30.05.1979 року. Перебуває у віданні: Слобода-Комарівський ЗНЗ 1-3 ступенів.
Статус присвоєно для збереження парку, заснованого в кінці ХІХ ст. В його складі 17 видів і форм дерев та чагарників.